# Plouzané
Plouzané (bretonisch Plouzane) ist eine französische Gemeinde im Nordwesten der Bretagne im Département Finistère mit 13.437 Einwohnern (Stand 1. Januar 2022).

## Lage
Die Gemeinde befindet sich an der Atlantikküste beim Eingang zur Bucht von Brest (Rade de Brest). 
Brest grenzt unmittelbar an die Gemeinde. Das Stadtzentrum liegt 10 Kilometer östlich und Paris etwa 500 Kilometer östlich (Angaben in Luftlinie).

## Verkehr
Bei Brest enden die Schnellstraßen E 50 (Brest-Rennes) und E 60 (Brest-Nantes). Der Bahnhof von Brest ist Endpunkt des TGV Atlantique nach Paris sowie der Regionalbahnlinien in Richtung Rennes und Nantes. 
Nahe der Großstadt Brest befindet sich der Regionalflughafen Aéroport de Brest Bretagne.

## Bevölkerungsentwicklung
| Jahr      | 1968 | 1975 | 1982 | 1990   | 1999   | 2009   | 2017   |
| Einwohner | 2819 | 5167 | 8845 | 11.400 | 12.054 | 11.725 | 12.822 |

In der Gemeinde liegt die Quelle des Aber Ildut.

## Sehenswürdigkeiten
An der ehemals strategisch wichtigen Einfahrt zur Bucht von Brest befinden sich die Überreste der drei Forts von Dellec, Megant und Minou sowie der Leuchtturm Petit Minou.
Das Vélodrome Brest Ponant Iroise besteht seit 1988.

## Städtepartnerschaften
Plouzané hat Partnerschaften geschlossen mit:
- Kilrush, Irland (1982). Der irische Mönch Sané aus Kilrush soll im 5. Jahrhundert die Pfarrei Plouzané gegründet haben.
- Stelle, Deutschland (1991)
- Pencoed, Vereinigtes Königreich (1996)
- Ceccano, Italien (2003)